# Ignác Gyulay

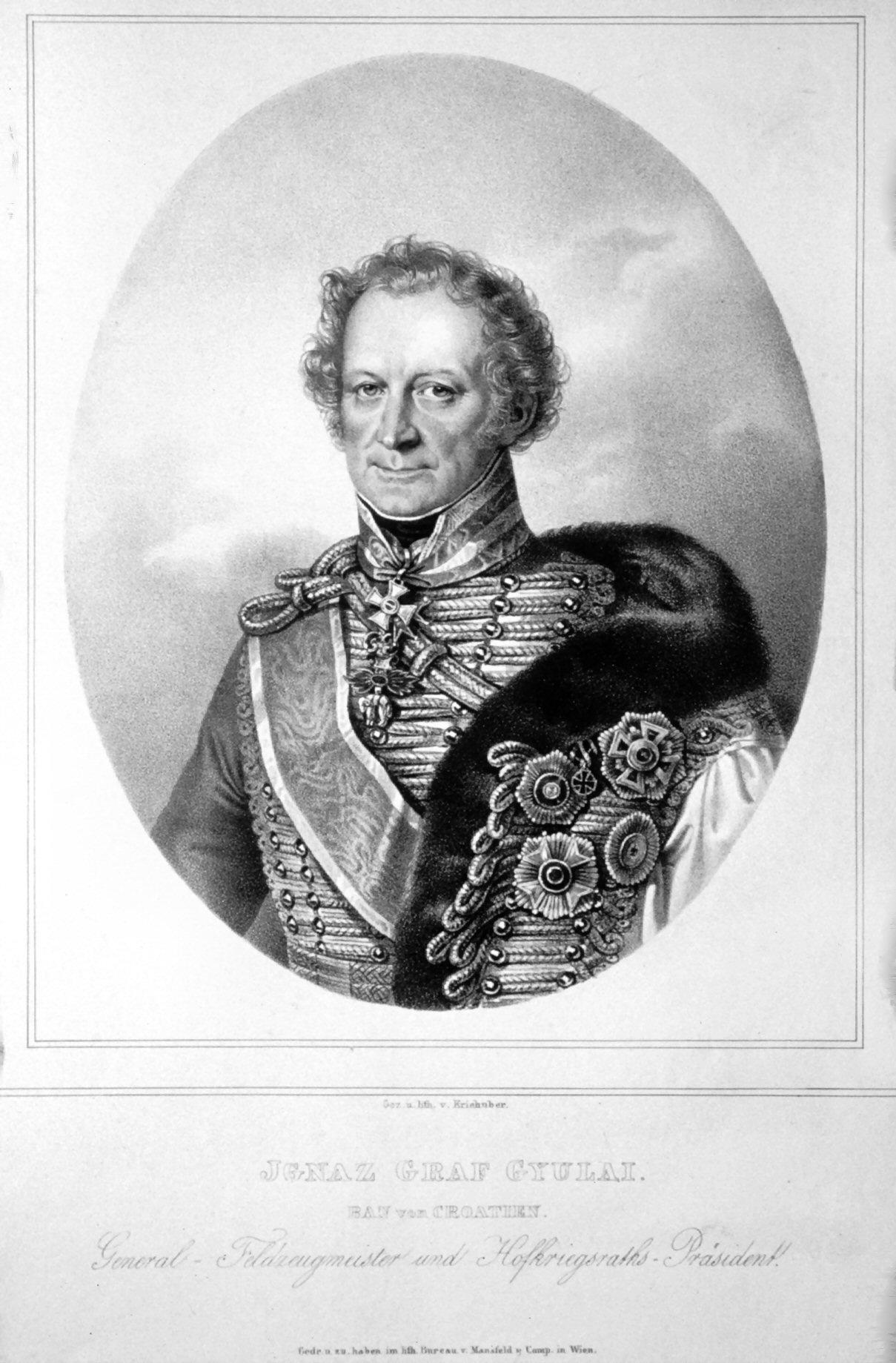
Ignaz Graf Gyulai, Lithographie von Josef Kriehuber, 1830

Ignác (Ignaz) Graf Gyulay von Maros-Németh und Nádaska (* 11. September 1763 in Hermannstadt; † 11. November 1831 in Wien) war ein ungarischer Graf, österreichischer General und Präsident des Hofkriegsrates sowie Ban (Vizekönig) von Kroatien.

## Leben
Ignác Graf Gyulay (auch Gyulai) von Maros-Németh und Nádaska war der älteste Sohn des kaiserlich-österreichischen Feldmarschallleutnants Sámuel Gyulay. Im Jahr 1781 begann er seine Militärlaufbahn als Kadett im Infanterieregiment seines Vaters. In den Jahren 1789–1790 nahm er am letzten Türkenkrieg Österreichs teil und wurde dabei Oberstleutnant und Kommandeur eines eigenen Freikorps (Gyulay-Freikorps). Besonders zeichnete er sich durch die Erstürmung der Burg Cetin in Kroatien am 20. Juli 1790 aus.
Im Ersten Koalitionskrieg diente er unter dem General Graf von Wurmser und hatte am Sieg der Österreicher in der Schlacht im Bienwald am 13. Oktober 1793 großen Anteil. Er bekam hierfür das Ritterkreuz des Maria Theresia-Orden. Bei einem Gefecht bei Memmingen in Oberschwaben 1796 konnte er sich mit seinem 1.200 Mann starken Freikorps acht Stunden lang gegen 6.000 französische Soldaten verteidigen und zeichnete sich November 1796 auch bei der Belagerung des französischen Brückenkopfes von Kehl aus. Er wurde am 16. Mai 1797 zum Generalmajor befördert und übernahm bereits Ende 1796 das Kommando des Infanterieregimentes Nr. 31 - Benjowsky.
Zu Beginn des Zweiten Koalitionskrieges diente Gyulay als Brigadekommandeur unter Erzherzog Karl und nahm an den Schlachten bei Ostrach (21. März 1799) und bei Stockach (25. März 1799) teil. Am 5. Mai 1800 deckte seine Truppen nach der Niederlage in der Schlacht bei Meßkirch den Rückzug des österreichischen Heeres unter Feldzeugmeister Kray über die Donau. Am 11. Oktober 1800 bekam er von Kaiser Franz II. das Kommandeurkreuz des Maria-Theresien-Ordens und wurde am 29. Oktober 1800 zum Feldmarschall-Leutnant ernannt. Nach dem Frieden von Lunéville am 9. Februar 1801 wurde Ignác Gyulay Divisionskommandeur in Pest.
Im April 1806 wurde er zum Ban (Statthalter) von Kroatien, Dalmatien und Slawonien ernannt.
Im Fünften Koalitionskrieg von 1809 erhielt er das Kommando über das IX. Armeekorps der Armee von Innerösterreich unter Erzherzog Johann und nahm an der Schlacht bei Sacile (16. April) teil. Nach dem Ende Mai erzwungenen Rückzug der österreichischen Armee aus Norditalien erhielt er den Oberbefehl über die Truppen zur Verteidigung Krains und Kroatiens. Es gelang ihm jedoch nicht, die französischen Truppen unter Broussier und Marmont im Gefecht von St. Leonhard aus Graz zu vertreiben. 
Nach Ende des Krieges war er von 1809 bis 1813 wieder als Statthalter eingesetzt. Nach Kriegseintritt Österreichs auf Seiten der Koalition im Herbst 1813 wurde Gyulay Feldzeugmeister des österreichischen Heeres und erhielt ein Korpskommando im österreichischen Kontingent der Böhmischen Armee unter Feldmarschall Fürst Schwarzenberg. In der Schlacht um Dresden vom 26. bis 27. August 1813 kommandierte Gyulay den linken Flügel der Böhmischen Armee. In der Völkerschlacht bei Leipzig vom 16. bis 19. Oktober 1813 war er Verbindungsoffizier zwischen der Schlesischen Armee Blüchers und der Hauptarmee Schwarzenbergs. Beim nachfolgenden Frankreichfeldzug zeichnete er sich in der Schlacht bei La Rothière am 1. Februar 1814 aus. Dafür wurde er mit dem Großkreuz des Leopold-Ordens ausgezeichnet. Danach nahm er mit seinem Armeekorps an der Schlacht von Arcis-sur-Aube, der Schlacht bei Fère-Champenoise und der Schlacht bei Paris am 30. März 1814 teil. Während der Herrschaft der Hundert Tage von Napoleon spielte er keine aktive Rolle, sondern kommandierte die Truppen in Österreich.
Ab dem Jahr 1816 wirkte er wieder als Statthalter in Kroatien, übernahm im Jahr 1824 das Generalkommando in Böhmen und ab 1829 das Kommando in Österreich. Am Ende seiner Karriere wurde er am 7. Oktober 1830 zum Präsidenten des Hofkriegsrates in Wien ernannt. Nach nur einjähriger Amtszeit verstarb Ignaz Graf Gyulay am 11. November 1831 in Wien.
Graf Gyulay war auch Geheimer Rat, Kämmerer, Ritter des Ordens vom Goldenen Vlies, Oberster Landeskapitän der ungarischen Statthalterei, Präses der Banal-Tafel und Inhaber der beiden Banal-Grenzinfanterie-Regimenter geworden. Außerdem erhielt er von Kaiser Franz I. das Großkreuz des St.-Stephan-Ordens.

## Familie
Ignác Gyulay heiratete Julie Marie Anna von Edelsheim (* 17. Februar 1779; † 26. Februar 1830), eine Tochter des badischen Ministers der auswärtigen Angelegenheiten, Georg Ludwig von Edelsheim.
Sein Sohn Feldzeugmeister Ferenc József Graf Gyulay von Maros-Németh und Nádaska (1798–1868), wurde am 4. Juni 1859 in der Schlacht von Magenta von der französischen Armee unter Kaiser Napoleon III. und Marschall Mac Mahon geschlagen.